# Anna Šaryhina
Anna Borysivna Šaryhina (* 1977[zdroj⁠?!]) je ukrajinská feministka a LGBT aktivistka, spoluzakladatelka ženského spolku Sphere, lesbického sdružení v Charkově a je jednou z iniciátorek kyjevského pochodu rovnosti Kyjev Pride. 

## Biografie
Anna Šaryhina se narodila v roce 1977.[zdroj⁠?!] V roce 2006 absolvovala lidskoprávní školu Docudays. Navázala postgraduálním studium na Charkovské národní univerzitě, kde byla tématem jejího vědeckého výzkumu genderová identita a sexuální orientace. Už během studií byla aktivní konzultantkou v rámci ruského lesbického fóra Volga. Po škole vedla psychologické konzultace na ukrajinském portálu Feminismus s aktivistkou Laimou Heydarovou.

## Aktivismus
Více než dekádu rozvíjejí Šaryhina a její partnerka Vira Chemygina společně na Ukrajině hnutí LGBT komunity a různé lesbické organizace. V roce 2014 zorganizovaly první kyjevský pochod rovnosti. Druhý ročník, který se konal v následujícím roce, se konal za doprovodu policie a byl podporován řadou veřejných osobností. Navzdory tomu byl už po patnácti minutách přerušen násilnými útoky pravicově orientovaných demonstrantů. Mnoho účastníků akce, včetně policistů, bylo zraněno.
Nebyla to jediná iniciativa Šaryhiny, která se setkala s odporem. Když přednášela v charkovském knihkupectví o LGBT hnutí, setkání se muselo operativně přesunout dokonce dvakrát, nejprve z knihkupectví do tiskárny Nakipelo a odtud do městského centra Izolyatsia. Pride Hub, charkovské komunitní centrum, za jehož otevřením Sharyhinová stála, čelilo útoku maskovaných mužů s kouřovými granáty v červenci 2018. Později byla budova poničena graffiti a zvířecí krví. Přestože byly podány stížnosti na policii a více než tisíc stížností adresovaných ministru vnitra Arsenu Avakovovi, nikdo nebyl za tento přestupek potrestán.
Anna Šaryhina byla jednou z hlavních organizátorek charkovského Týdne solidarity žen, který se konal v březnu 2019. Cílem primárně vzdělávací akce bylo vrátit se k původní podstatě Mezinárodního dne žen, a sice k tomu, aby se ženy spojily a bojovaly za svá práva, a upozornit na to, že se původní smysl tohoto svátku změnil v očích mnoha lidí v den, kdy ženy namísto respektu dostávají kytici a bonbóny.
V roce 2019 upozornila na to, že protesty proti hnutí LGBT a útoky vůči jedincům z této komunity přibývají. Uvedla kromě toho také, že se kyjevské úřady pokoušely, pokud ne zcela znemožnit, tak po všech stránkách omezit konání prvního pochodu rovnosti v Charkově.
Vytvoření mezifrakčního sdružení Hodnoty, důstojnost, rodina v Nejvyšší radě Ukrajiny, které zahrnovalo více než 300 lidových poslanců, hodnotila velmi skepticky. Cílem bylo totiž „chránit věčné hodnoty ukrajinské společnosti a postavit se proti pokusům zničit základní přirozené právo v zájmu politické módy.“ 
V lednu 2020 kritizovala Šaryhina amerického ministra zahraničí Mika Pompea za to, že si během své návštěvy Ukrajiny nenašel čas na setkání s ukrajinskými vůdci hnutí LGBT.
V červnu 2020 se měl v Kyjevě konat pochod rovnosti Kyiv Pride, jako slogan akce měla sloužit věta „Je dobré být odlišní společně.“ Kvůli šíření koronaviru, zavedení karantény a mimořádné situaci v Kyjevě a přilehlé oblasti byl ovšem už v březnu Kyiv Pride 2020 odložen na dobu neurčitou.

Pravidelně upozorňuje na skutečnost, že ukrajinské lesby trpí trojnásobnou diskriminací: jako ženy, jako homosexuální ženy a také také čelí vnitřní diskriminaci v rámci hnutí LGBT:
Diskriminace leseb se liší od diskriminace gayů. S muži se zpravidla zachází agresivně, a to fyzicky agresivně, může je možné bít. Ženy naproti tomu trpí nebráním v potaz. V ukrajinské společnosti existuje hierarchie všeho, dokonce i hierarchie diskriminace. Takže pokud jste byli biti, je to považováno za skutečný zločin a diskriminaci. Ale pokud vás neberou vážně? Pokud si vás nevšímají, pokud si z vás dělají špatné vtipy, je to nic. 